# Собачко-Шостак Ганна Федосівна
Га́нна Соба́чко-Шоста́к (3 (15) грудня 1883 — 3 грудня 1965) — українська майстриня декоративного розпису. До 1930-х за ескізами Собачко-Шостак вишивали декоративні панно, килими на весь СРСР. Експонувалися з 1913 року в Петербурзі, Києві і Парижі, Берліні, Дрездені, Мюнхені. Навчала українських художниць Параску Власенко, Марію Примаченко, Тетяну Пату, Надію Білокінь, Марію Пособчук.

## Біографія
Народилася 15 грудня 1883 року в селі Скопці Переяславського повіту Полтавської губернії (нині с. Веселинівка Баришівського району Київської області) в сім'ї бідних селян. Тільки дві зими ходила до школи: потім змушена тяжко працювати на польових роботах у заможних селян, взимку допомагала матері ткати полотно та вишивати.
Змалку загострено відчувала природу. Жаліла самосійні квіти, не рвала їх.
В дитинстві робила мальовки на папері, розписувала хати. Та особливо подобались односельцям її мальовані рушники, в той час поширені на Переяславщині. Про свої малюнки говорила: «Як намалювала б квітку точнісінько такою, як вона є, як всі її бачать, то мені б сказали люди у селі: „То ж не твоя квітка, Ганно, а природня, огородня“». Тому й вигадувала з голови.
У 1925 році Ганна Собачко-Шостак народила сина Івана, який наслідував її професійний шлях.
У 1932 році разом з сім'єю запрошена до Москви, відтоді жила на засланні в селищі Черкізове Московської області, де працювала на фабриці «Експортнабивтканина».
3 грудня 1965 року Ганна Собачко померла. Прощатися з «украинкой Ганной-рисовальщицей» вийшло все селище: шлях від самої хати було засипано червоною калиною. Труну несли на вишитих художницею рушниках. А незабаром вулиця була названа ім'ям мисткині.

## Творчість
В 1910 році односельчанка, відома шанувальниця народної творчості, меценатка, активна учасниця революційного руху А. В. Семиградова помітила талант Ганни, стала купувати її рушники та надала в своєму будинку кімнату, де та могла малювати. А потім познайомила з роботами Собачко художницю Євгенію Прибильську, яка на той час навчалась у П. Левченка та була запрошена Семиградовою в село керувати килимарською майстернею, щоб відродити локальні традиції килимарства. Прибильську захопили барвисті килими, вишивки і яскраві малюнки, які Ганна виконувала для себе. В майстерні цих мисткинь за малюнками Ганни Собачко виготовлені панно і вишивки, що експонувались у Петербурзі, Києві (1913), Берліні (1914).
Завдяки Євгенії Прибильскій в листопаді 1915 року, при підтримці, зокрема, Олександри Екстер, живописні роботи Собачко експонують в Москві на виставці «Сучасне декоративне мистецтво». Ці роботи характерні для першого періоду її творчості: монументальні за композицією, виконані в традиціях настінних українських розписів, різні колористично: «Настінний розпис», «Повійка», « Весняна пісня».
У 1916 році, під час Першої світової війни, Ганна Собачко створює композицію «Тривога», де червоно-вогняними смерчами передає жах і трагізм війни.
В 1917–1920-х під впливом революції, голоду, розрухи, громадянської війни Собачко розвиває свій стиль, наповнюючи народне мистецтво образами, відповідними часу. Характерні роботи: розписи «Червоний травень» та «Український вінок». Твори Собачко з тріумфом репрезентували мистецтво України за кордоном, зокрема у Празі, Берліні, Дрездені, Парижі.
Наступний період творчості з 1932–1936 років продовжується до 3 грудня 1965 року.
В 1930-ті роки за роботами Собачко вишивали килими та декоративні панно. Працюючи в Київській артілі, в 1931 році вона перемагає в республіканському конкурсі українського народного декоративного живопису. Потім оформлює український павільйон у Москві на Всеросійської Сільськогосподарській Виставці (нині ВВЦ), за що отримала звання майстра народної творчості й прийнята в Спілку художників СРСР.
З 1932 року в Підмосков'ї, на фабриці «Експортнабивтканина», за її малюнками та ескізами виготовлялись килимки, тканини й вишивки в стилі українського народного мистецтва. Роботи Собачко експонуються на виставках в 1936 році в Києві, Ленінграді, Москві, на міжнародних виставках, зокрема в Парижі (1937), Нью-Йорку (1939). Поряд з роботами Ганни Собачко виставляються і твори її учениць: Параски Власенко, Марії Примаченко, Тетяни Пати, Надії Білоконь, Марії Пособчук.
Твори Ганни Шостак зберігаються в музеях Києва, Одеському художньому музеї, репродукуються на листівках і в альбомах.

### Стиль
Під впливом професорок мистецтва (Євгенії Прибільської, Олександри Екстер) у 1910 році перейшла від традиційного народного розпису до декоративної графіки; працювала в техніці акварелі й гуаші. Її динамічні композиції асиметричні за формою, з довільним малюнком рослинно-квіткових мотивів і птахів, з буйним колоритом.
Все життя Ганна Собачко писала тільки квіти (іноді доповнювала їх птахами). Жодна з тисяч її квіток не повторилась за кольоровою мелодією, формою. Композиції тримаються на великих кольорових плямах, на варіації квітів, різних за розміром і формою. Квіти-птахи, квіти-риби, квіти — веселки — цільні, органічно пов'язані, безперервно змінні і перетворені. У ряді композицій пелюстки квітів переходять непомітно в птахів, риб, інколи в зображення людей. Це походить ще від стародавніх слов'янських народних традицій тератологічних орнаментів, у яких зливались мотиви живих істот і рослин. Квіти Собачко не безіменні — це квіти добра і мрій, надій і роздумів, діяння і щастя українського народу, вони передають колорит і багатство української природи.
«Твори Ганни Собачко — золота сторінка в історії українського мистецтва», сказав письменник Михайло Стельмах. Розписи художниці, позначені високою культурою форми, характерною для народного мистецтва, становлять велику історичну й естетичну цінність і можуть бути предметом серйозного й уважного вивчення.

## Виставки
В 1913 році килими за малюнками Собачко удостоєні срібної медалі в Санкт-Петербурзі та золотої медалі в Києві. Також її роботи експонувалися на виставках у Берліні (1914, 1922), Москві (1915, 1927), Дрездені (1924), Мюнхені (1925), Києві (1936) та ін. У 1965 і 2009 році її роботи експонувались на персональній виставці у Києві.

## Деякі роботи

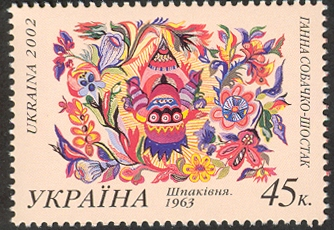
«Шпаківня», 1963

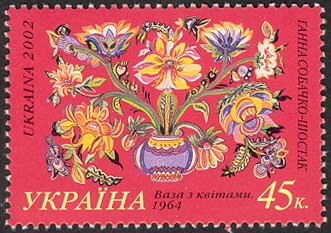
«Ваза з квітами», 1964

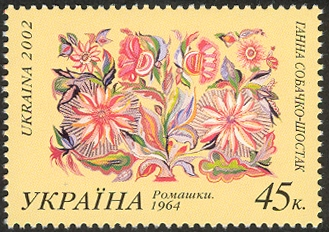
«Ромашки», 1964

- 1911 — «Дар землі»
- 1913 — «Весняна пісня»
- 1915 — «Святковий вечір»
- 1916 — «Півні»
- 1916 — «Тривога»
- 1917 — «Незабутні квіти»
- 1917 — «Квіти у вінку»
- 1917 — «Рожеве сяйво»
- 1918 — «Український вінок»
- 1918 — «Виноград»
- 1920 — «Птах серед квітів»
- 1920 — «Букет квітів»
- 1922 — «Польові дзвіночки»
- 1922 — «Сердиті птахи»
- 1922 — «Яблука»
- 1923 — «Декоративне панно»
- 1923 — «Нові квіти»
- 1935 — «Птахи на кораблику»
- 1935 — «Декоративне панно»
- 1938 — «Сови серед квітів»
- 1963 — цикл панно «Квіти України»
- 1963 — «Мої улюблені квіти»
- 1963 — «Весняні квіти»
- 1963 — «Зустріч в квітах»
- 1964 — «Риба»
- 1964 — «Наддніпрянські квіти»
- 1964 — «Ваза з квітами»
- 1964 — «Щасливий час»
- 1964 — «Жар-птиці»
- 1964 — «Ряжений дуб для молодих»

## Нагороди
- Майстриня народного мистецтва УРСР,
- Членкиня Союзу художників СРСР.

## Пам'ять
- Вулиця, на якій жила Ганна Собачко в селищі в Підмосков'ї, названа її іменем незабаром після її смерті.
- Є вулиця Ганни Собачко-Шостак і в її рідному селі Веселинівка на Київщині.